# Rachel Bloom
Rachel Leah Bloom (ur. 3 kwietnia 1987) – amerykańska aktorka, wokalistka i producentka.
Jest współtwórczynią serialu telewizyjnego Crazy Ex-Girlfriend oraz odtwórczynią głównej roli (Rebekki Bunch).

## Filmografia (wybór)
Źródło.
- BoJack Horseman (2014, głos Laury)
- Crazy Ex-Girlfriend (2015, reżyseria, rola Rebekki Bunch)
- Angry Birds 2 (2019, głos Srebrnej)
- Trolle 2 (2020, głos Barb)